# ديفيد روزين (رجل أعمال)
ديفيد روزين (بالإنجليزية: David Rosen)‏ هو شخصية أعمال أمريكي، ولد في 22 يناير 1930 في بروكلين في الولايات المتحدة.